# Halász Péter (író)

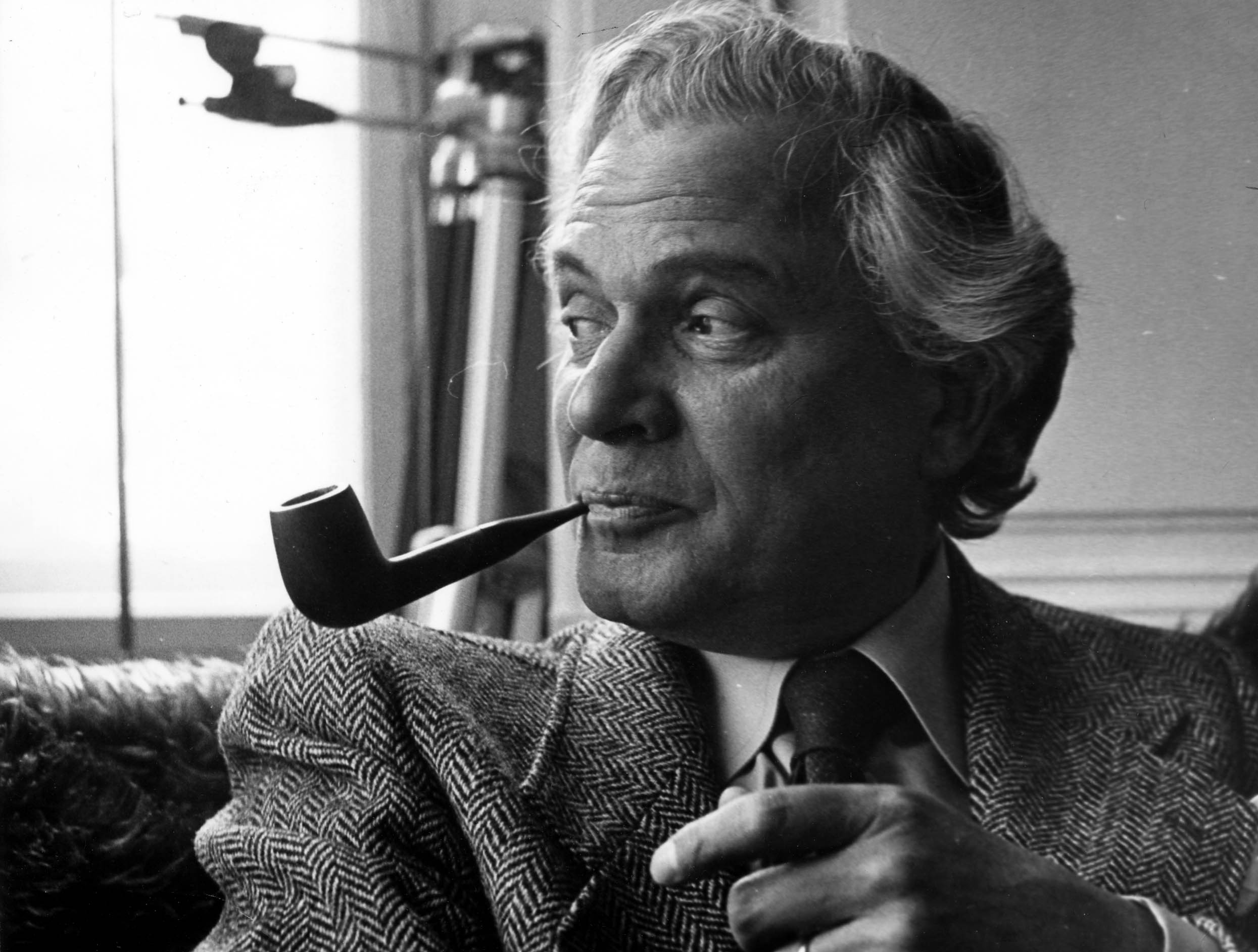
Halász Péter (író)

Halász Péter (Budapest, 1922. április 10. – München, 2013. január 7.) magyar író és újságíró, az 1956-os forradalom bukását követően hagyta el Magyarországot és a Szabad Európa Rádió egyik legismertebb magyar közvetítőjévé vált. Regényei, számos novellája és újságcikke – melyeket nyugaton publikáltak évtizedekkel emigrációja után, magukba zárva a magyar emigráns élet keserédes természetét – népszerűek voltak szerte a világban élő magyar közösségekben.
A Szabad Európa Rádió munkatársaként 'persona non grata'-nak számított Magyarországon a Kádár-korszak időszaka alatt, viszont az 1990-es rendszerváltás után számos kitüntetést és díjat kapott munkásságának elismeréseként. Ezek közül az egyik A Magyar Köztársasági Érdemrend tisztikeresztje díjat, melyet a következő köszönetnyilvánítással prezentáltak: "Nemcsak sikeres könyvek egész sorával szolgálta a magyar kultúrát, és mutatta be a magyar emigráció életmódját, hanem a Szabad Európa Rádió szerkesztőjeként is rendkívül fontos munkát végzett."
2010 februárjában írói és újságírói munkájának elismeréseként a Magyar Köztársasági Érdemrend középkeresztje kitüntetést kapta.

## Életrajz

### Életútja
Halász Péter Budapesten született zsidó családban, majd Németországban dolgozó magyar író. Írói munkásságának érdekessége: 1939 és 1943 között P. Hard, P. Deeds, T. Mollock, P. Shering, Pierre Pescer és Ravasz Miklós álnéven ötvennél több kalandregényt, lektűrt adott ki. 1940 óta dolgozott újságíróként. A második világháború alatt munkaszolgálatos volt. Volt a MAFILM dramaturgja is. 1956-ban elhagyta Magyarországot, 1957-től New Yorkban, 1970-től Londonban élt és 1975-ben Münchenben telepedett le és ott hunyt el 2013. január 7-én.

### Családja
Szülei Halász (Fischer) Antal (1892–1962) gyári tisztviselő és Glück Janka Jolán (1896–1943) voltak.
1946-ban feleségül vette Rácz Vali színész- és énekesnőt. Fiuk, Valér 1950-ben született, majd két évvel később megszületett lányuk, Mónika, aki később Monica Porterként vált ismert újságíróvá Londonban.

### Munkássága
1957–1987 között a Szabad Európa Rádió munkatársa volt. Fő műfaja a regény, de írt tárcákat, riportokat, karcolatokat, elbeszéléseket is. 1987. április végén vonult nyugalomba a Szabad Európa Rádió magyar osztályának helyettes igazgatói beosztásából. Utána külső munkatársként még dolgozott tovább. Egérfogó című drámáját 1958-ban mutatta be a New York-i Petőfi Színház. Elbeszélései, cikkei, tárcái főleg az Irodalmi Újságban, az Új Látóhatárban, a Bécsi Naplóban, az Új Hungáriában, az Amerikai Magyar Népszavában és az Új Világban jelentek meg.
2011 őszén a Park Kiadó gondozásában újra kiadásra került Második Avenue című könyve.

## Főbb művei (magyarul)
| Megjelenés | Könyv címe                      | Kiadás helye  |
| ---------- | ------------------------------- | ------------- |
| 1942       | Szülei elváltak                 | Budapest      |
| 1943       | Huszonegy éves férj             | Budapest      |
| 1943       | Két férfi                       | Budapest      |
| 1961       | Tatárok a Széna téren           | Niagara Falls |
| 1965       | Miszter Honfitárs               | München       |
| 1967       | Második Avenue                  | Toronto       |
| 1968       | Se kint, se bent...             | New York      |
| 1969       | Fogócska                        | New York      |
| 1972       | Eltévedt utas                   | New York      |
| 1977       | Kölcsönkapott élet              | München       |
| 1978       | Tam-tam                         | New York      |
| 1983       | Kádártánc                       | München       |
| 1988       | Mélyen leszállított áron        | Toronto       |
| 1990       | Árnyékok New Yorkban            | Budapest      |
| 2011       | Második Avenue (második kiadás) | Budapest      |

## Angol, francia, német és spanyol nyelven megjelent műve
| Megjelenés | Könyv címe           | Kiadás helye |
| ---------- | -------------------- | ------------ |
| 1959       | Crossroads at Vienna | New Delhi    |

## Dramaturg és forgatókönyvírói munkássága
| Film megjelenése | Film címe       | Tevékenység  | Információ              |
| ---------------- | --------------- | ------------ | ----------------------- |
| 1951             | Ütközet békében | forgatókönyv | filmtortenet.hu adatlap |
| 1952             | Állami áruház   | dramaturg    | filmtortenet.hu adatlap |
| 1953             | A város alatt   | forgatókönyv | filmtortenet.hu adatlap |

## Díjai, elismerései
- A Magyar Köztársasági Érdemrend tisztikeresztje (1993. május 28.)
- Nagy Imre Emlékplakett (1995. június 16.)
- A Magyar Újságírók Országos Szövetségének Örökös Tagja (1997. március 15.)
- Aranytoll-díj (2000. március 15.)
- Emléklap a Szabad Európa Rádió Egykori Munkatársának (Országos Széchényi Könyvtár, Nemzeti Kulturális Örökség Minisztériuma - 2000. október 5.)[10]
- A Magyar Köztársasági Érdemrend középkeresztje (2010. február).